# Offizier (Ordenskunde)

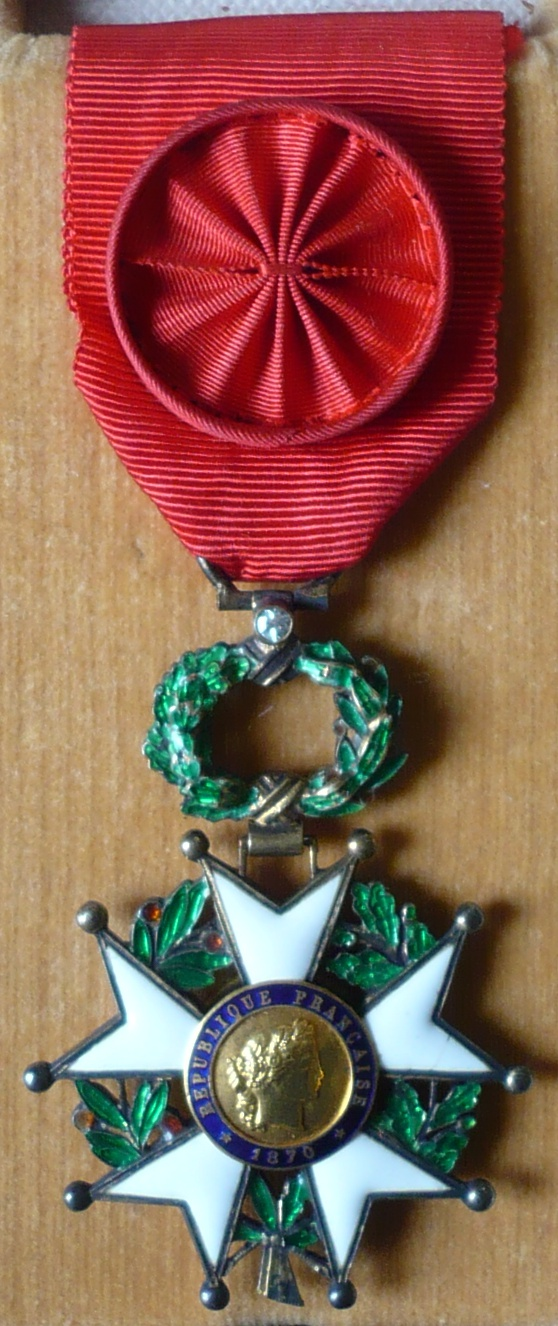
Offizierskreuz der Ehrenlegion

Offizier (auch Ritter I. Klasse, Ehrenkreuz) bezeichnet in der Phaleristik eine Stufe oder Klasse von Orden und Ehrenzeichen. Meist ist es die zweitniedrigste Klasse zwischen Komtur und Ritter.

## Entwicklung
In den einstufigen höfischen Ritterorden war Offizier die Bezeichnung für einen Würdenträger, wie Kanzler, Schatzmeister und Greffier. Dies ist heute noch im Hosenbandorden oder im Orden vom Goldenen Vlies der Fall. Als eigene Stufe zwischen Ritter und Commandant/Komtur wurde der Offizier 1802 von Napoléon Bonaparte bei der Stiftung der französischen Ehrenlegion (Légion d’honneur) eingeführt. Bei der Gründung zahlreicher weiterer Verdienstorden im 19. und 20. Jahrhundert wurde dieses Muster häufig übernommen und gelangte dadurch zu weltweiter Verbreitung. Auch einige bereits bestehende Verdienstorden teilten Mitte des 19. Jahrhunderts die Ritterklasse in Ritter I. und Ritter II. Klasse.
In Deutschland entspricht das Offizierskreuz dem Verdienstkreuz 1. Klasse des Verdienstordens der Bundesrepublik Deutschland, in Österreich dem Großen Ehrenzeichen für Verdienste um die Republik Österreich.

## Trageweise

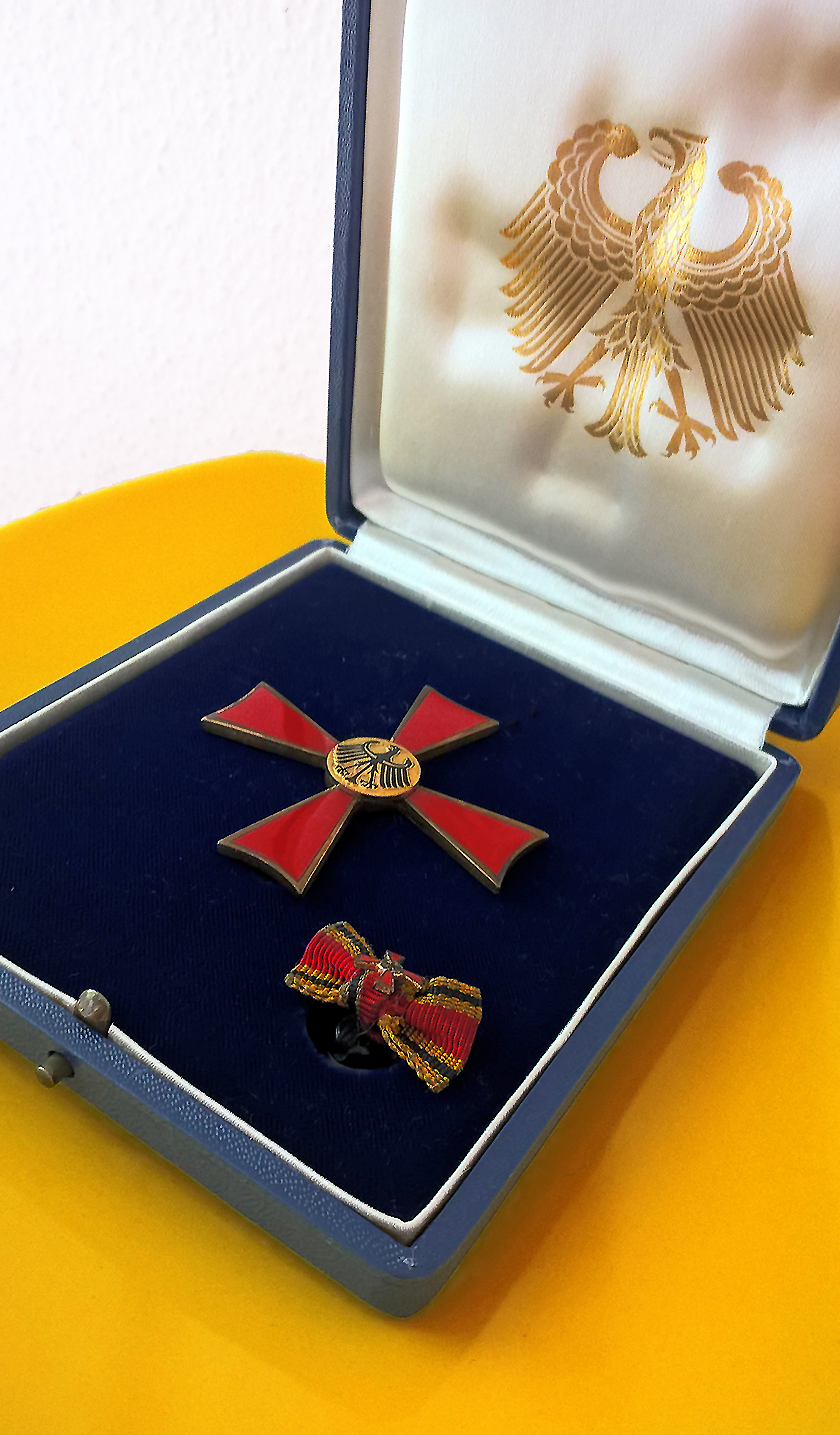
Verdienstkreuz 1. Klasse der Bundesrepublik Deutschland

Die Trageweise des Insigne ist nicht einheitlich und hängt von den jeweiligen Statuten des betreffenden Ordens oder Ehrenzeichens ab:
- Am mit einer Rosette verziertem Band an der (linken) Brust getragen werden das Offizierskreuz der französischen Ehrenlegion und nach ihrem Vorbild gestalteter Orden, vor allem in romanischsprachigen Ländern.
- Ohne Rosette, vom Ritterkreuz nur durch das Aussehen unterschieden, werden beispielsweise die Offizierskreuze des Ordens der Heiligen Mauritius und Lazarus oder des Order of the British Empire.
- Als Steckkreuz an der (linken) Brust getragen werden zum Beispiel das Verdienstkreuz 1. Klasse des Verdienstordens der Bundesrepublik Deutschland oder das Große Ehrenzeichen für Verdienste um die Republik Österreich.